# Lydia Musonda Kasangala
Lydia Musonda Kasangala, née le 6 mai 1988, est une joueuse de handball de la République démocratique du Congo. Elle joue au poste d'arrière gauche en club pour le Héritage Kinshasa puis le Mikishi Lubumbashi.
Avec l'équipe nationale de la RD Congo, elle participe à trois éditions du Championnat du monde : en 2013, en 2015 et en 2019 où la RD Congo s'est classée respectivement 20e, 24e et 20e. 
Elle a également remporté une médaille d'argent au Championnat d'Afrique des nations 2014 et une médaille de bronze aux Jeux africains de 2019.